# Gilles Antonowicz
Pour les articles homonymes, voir Antonowicz.
Gilles Antonowicz, né en mars 1953 à Marseille, est un avocat, historien et essayiste français.

## Biographie
Étudiant à l’Institut d’études politiques de Paris (Science Po), il devient en 1971 agriculteur pendant treize années avant d'entamer des études de droit.
Il est avocat honoraire au barreau de Grenoble[réf. nécessaire].

## Travaux
Les travaux de Gilles Antonowicz portent principalement sur l'Occupation et ont pour points communs de traiter d'affaires judiciaires. Son ouvrage sur Jacques Isorni (dont l'itinéraire croise celui de grands avocats comme Moro-Giafferi, Albert Naud, René Floriot ou Jean-Louis Tixier-Vignancour) évoque notamment les procès Pétain et Brasillach. Il a été couronné par le prix du Palais littéraire en 2008.[réf. nécessaire]
Son livre Mort d'un collabo « porte un regard apaisé et dresse un bilan nuancé sur l'histoire des Français pendant la seconde guerre mondiale ». Il relate le procès au cours duquel Maurice Garçon assura en 1943 devant le tribunal d’État la défense de cinq jeunes résistants, accusés de l'assassinat du docteur Guerin, un médecin collaborationniste poitevin (Affaire des cinq étudiants de Poitiers).
Grâce à l'étude de nouvelles archives, sa biographie de Pierre Pucheu a fortement nuancé le jugement habituellement porté sur ce personnage jugé à Alger en mars 1944, condamné à mort et fusillé. L'ouvrage est cependant critiqué par l'historienne communiste  Annie Lacroix-Riz, qui a évoqué, dans Le Monde diplomatique un « violent réquisitoire contre le Parti communiste » témoignant de la « banalisation de la réhabilitation de Vichy et de la criminalisation du communisme ».
Gilles Antonowicz est membre de l'association Pour une Histoire Scientifique et Critique de l'Occupation (HSCO) fondée par Jean-Marc Berlière qui en préside le comité d'éthique.[réf. nécessaire]
Comme avocat, Gilles Antonowicz a participé au débat sur la légalisation de l’euthanasie en intervenant notamment dans les affaires Chantal Sebire, Hervé Pierra et Patrick Koffel. Il est vice-président de l'Association pour le droit de mourir dans la dignité jusqu'à sa démission en 2008. Il refuse en effet l'amalgame entre suicide assisté, considéré comme une liberté dont chacun pourrait jouir en dehors de motifs médicaux, auquel il s'oppose, et suicide médicalement assisté réservé aux personnes en fin de vie, c'est-à-dire atteintes d'une affection grave et incurable, dont il réclame la légalisation.
Il a également été l'avocat de la jeune fille utilisée comme « appât » dans l'affaire dite du « Gang des Barbares ». Revenant sur ce dossier, son livre sur l'affaire Halimi répond, selon Philippe Bilger, avocat général au procès, « à toutes les questions, démolit les idées fausses et, avec une parfaite honnêteté, scrute et analyse les noirceurs et les mystères de cette épouvantable affaire ».
Proche du comédien Christian Marin, il a écrit en sa compagnie les « Mémoires d’un chevalier du ciel » qui retracent la carrière de celui qui incarna, entre autres, le personnage du lieutenant Ernest Laverdure.
Depuis 2019[réf. nécessaire], il est chroniqueur à Service littéraire, revue créée par François Cérésa.
Sa biographie consacrée à José Giovanni a obtenu le coup de shako du prix des Hussards 2024.

## Publications

### Ouvrages
- Agressions sexuelles, la réponse judiciaire, Odile Jacob, 2002   (ISBN 978-2738111135)
- Euthanasie, l’alternative judiciaire, L’Harmattan, 2004  (ISBN 978-2747558686)
- Jacques Isorni, l’avocat de tous les combats, préface de Roland Dumas, France Empire, 2007  (ISBN 978-2704810369)
- Fin de vie, vivre ou mourir, tout savoir sur vos droits, préface de Michel Rocard, L’Archipel, 2007  (ISBN 978-2841879328)
- L’Affaire Pierra, Bernard Pascuito éditeur, 2008  (ISBN 978-2350850504)
- Mémoires d’un chevalier du ciel (avec Christian Marin), Sillages éditions, 2012  (ISBN 978-2915945041)
- La faiblesse des hommes - histoire raisonnable de l'affaire d'Outreau, Max Milo, 2013  (ISBN 978-2315004621)
- Mort d'un collabo - 13 mai 1943, éditions Nicolas Eybalin, 2013  (ISBN 978-2367400440)
- L'Affaire Halimi. Du crime crapuleux au meurtre antisémite. Histoire d'une dérive, éditions Nicolas Eybalin, 2014  (ISBN 978-2366650020)
- Défendre ! Jacques Isorni, l'avocat de tous les combats, édition revue, annotée et augmentée, Marges de manœuvre, 2016,  (ISBN 978-2955739907)
- L'énigme Pierre Pucheu, 2018. Biographie. Editions Nouveau Monde,  (ISBN 978-2369427261)
- Le Procès de Robert B., pièce de théâtre en trois actes, Editions Marges de manœuvre, 2018  (ISBN 978-1518456312)
- Maurice Garçon, Les Procès historiques, Les Belles lettres, 2019,  (ISBN 978-2-251-44928-9)
- Maître Maurice Garçon, artiste, préface de François Sureau, Seghers, 2021  (ISBN 2232145263)[7],[8]
- Isorni, Les Procès historiques, Les Belles lettres, 2021,  (ISBN 2251452338)[9]
- La Fabrique des innocents - L'affaire Mis et Thiennot, histoire d'une manipulation médiatique, (avec Isabelle Marin), Les Belles lettres, 2022,  (ISBN 978-2-251-45292-0)[10]
- Une Famille européenne, Arcadès Ambo, 2022  (ISBN 979-1-094-91044-3)
- Outreau, l'histoire d'un désastre, Max Milo, 2023  (ISBN 978-2-31501-059-2)
- José Giovanni, Histoire d'une rédemption, Glyphe, 2024  (ISBN 978-2-35285-149-3)

### Participation à des ouvrages collectifs
- L’Éloquence judiciaire, LITEC, 2003  (ISBN 978-2711003280)
- L’Administrateur ad hoc, ERES, 2003  (ISBN 978-2749200033)
- La cohérence des châtiments, Dalloz, 2012  (ISBN 9782247111732)

### Télévision
- Un Frenchy aux Indes, réalisateur, documentaire, Instantané d'histoire (Bonne Compagnie - ARTE), 2017.

## Sources
- « La demande d'euthanasie de Chantal Sébire tranchée ce lundi par la justice », Le Monde, 17 mars 2008.
- « La fin de vie d'un père de famille repose la question des limites de la loi Leonetti », Le Monde, 13 mars 2009.